# Iouri Ilïne
Iouri Ivanovytch Ilïne (ukrainien : Юрій Іванович Ільїн), né le 21 août 1962, est un officier de marine ukrainien. Il est amiral et l'ancien commandant de la marine ukrainienne du 27 juillet 2012 au 19 février 2014. Il est alors nommé chef d'état-major général des forces armées ukrainiennes ; il est démis le 27 février 2014. Depuis le 23 octobre 2014, il est recherché par la police pour désertion.